# Parque nacional de Anamudi Shola
El Parque Nacional de Anamudi Shola es un área protegida localizada a lo largo de las Ghats Occidentales en el distrito de Idukki, en el estado de Kerala, al sur de la India. Está compuesto por el Mannavan shola, el Idivara shola y el Pullardi shola, cubriendo un área total de alrededor de 7.5 kilómetros cuadrados. 
La notificación preliminar de este nuevo parque fue realizada el 21 de noviembre de 2003. Su ubicación es 10 º 05'N - 10 º 20'N latitud y 77 º 0'E - 77 º 10'E longitud.
El parque es administrado por el Departamento de Bosques y Fauna de Kerala , la División de Fauna de Munnar, junto con el cercano parque nacional de Mathikettan Shola, el parque nacional de Eravikulam, el parque nacional de Pambadum Shola, la Reserva Natural de Chinnar y el Santuario de Kurinjimala.
Las Ghats Occidentales, incluyendo todo el parque nacional de Eravikulam, es considerado por el Comité de Herencia del Mundo de la Unesco para su selección como un Patrimonio de la Humanidad.

## Flora
El parque nacional tiene una vegetación propia de bosque siempreverde tropical de la costa Occidental de la India, y, conforme se gana en altitud, vegetación tropical propia de las colinas meridionales del país. Hay zonas de lo que se llaman "sholas", un tipo de bosque montano tropical atrofiado que se encuentra en los valles, entre zonas de pasto. Hay 62 especies de árboles, 174 de hierbas y arbustos y 39 de trepadoras. 

## Fauna
En el parque se pueden encontrar mamíferos como el elefante indio, felinos (tigre, pantera, leopardo, gato de la jungla) y herbívoros (chital, gaur, sambar, tahr del Nilgiri). Hay aquí también ejemplares de una especie en peligro de extinción, la ardilla gigante gris. Y otros mamíferos como el langur gris, el oso perezoso, cuones, jabalíes, ardillas voladoras y civetas.  
Se han encontrado en este parque nacional 100 especies de mariposas, 232 de polillas y 76 de aves.